# Душан Куцяк
Душан Куцяк (словац. Dušan Kuciak, * 21 травня 1985, Жиліна, Словаччина) — словацький футболіст, воротар польської «Лехії» та національної збірної Словаччини.

## Клубна кар'єра
Душан Куцяк розпочав свої футбольні кроки в місцевій юнацькій команді Жиліни, а в 16 років підписав свій дебютний контракт з командою Словаччини «Тренчин», проте до основної команди не потрапив, а виступав в нижчому класі та був дублюючим воротарем.

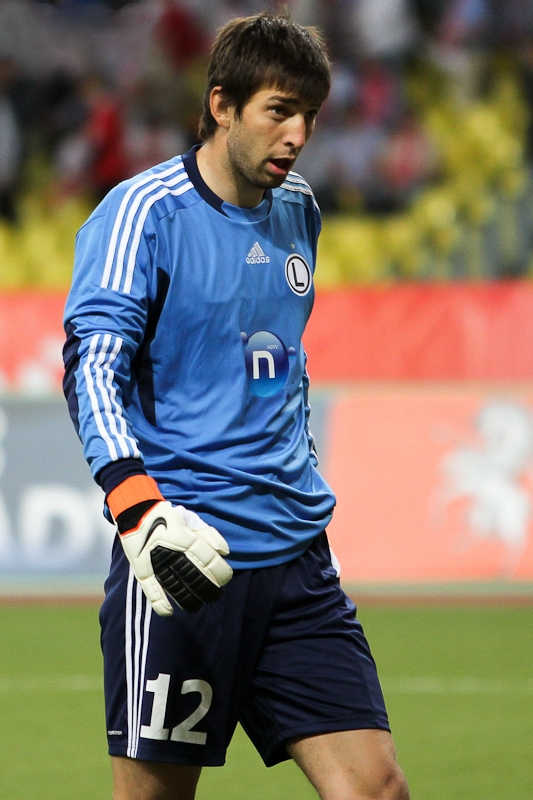
Душан Куцьяк під час дебютного матчу за «Легію». 25 серпня 2011 року.

2002 року Душан підписав контракт з іншою командою Словацької футбольної ліги — «Жиліною», в якій він провів п'ять сезонів, це були найвдаліші роки, адже з своєю командою він вигравав національний чемпіонаті. Крім того, 2005 року воротар здавався в оренду в англійський «Вест Гем Юнайтед», де закріпитись не зумів, втім саме після повернення став основним воротарем «Жиліни».
2008 року Душан перейшов до румунського «Васлую», з яким став фіналістом Кубку Румунії та дебютував в матчах Кубка Інтертото.
Влітку 2011 року став гравцем варшавської «Легії», де відразу став основним голкіпером, вигравши в першому ж сезоні з командою чемпіонат, а в другому — «Золотий дубль». Всього за польський клуб словак провів чотири з половиною сезони, взявши участь у 131 матчі Екстракласи.
1 лютого 2016 року підписав 18-місячний контракт з англійським «Галл Сіті», що виступав у Чемпіоншіпі, де став дублером Аллана Макгрегора.

## Збірна
Душан Куцьяк дебютував 10 грудня 2006 року у товариському матчі проти збірної ОАЕ.
У складі збірної був учасником ЧС-2010 в ПАР, проте на поле жодного разу не виходив.
Наразі провів за національну збірну 10 матчів.

## Статистика
Станом на літо 2010 року
| «Васлуй»                         | 2009-10 | 23  | 7  | 4  | 3 | 3  | 1 | 30  | 11 |
| «Васлуй»                         | 2008-09 | 34  | 13 | 4  | 2 | 6  | 3 | 44  | 18 |
| «Васлуй»                         | Всього  | 57  | 20 | 8  | 5 | 9  | 4 | 74  | 29 |
| «Жиліна»                         | 2007-08 | 33  | 13 | 5  | 2 | 4  | 2 | 42  | 17 |
| «Жиліна»                         | 2006-07 | 35  | 20 | 3  | 2 | 0  | 0 | 38  | 22 |
| «Жиліна»                         | 2005-06 | 21  | 6  | 0  | 0 | 0  | 0 | 21  | 6  |
| «Жиліна»                         | Всього  | 89  | 39 | 8  | 4 | 4  | 2 | 101 | 45 |
| загалом                          | загалом | 146 | 59 | 16 | 9 | 13 | 6 | 175 | 74 |
| Останнє оновлення 17 травня 2010 |         |     |    |    |   |    |   |     |    |

## Титули та досягнення
- Чемпіон Словаччини (3):

«Жиліна»: 2002-03, 2003-04, 2006-07
- Володар Суперкубка Словаччини (3):

«Жиліна»: 2003, 2004, 2007
- Чемпіон Польщі (2):

«Легія» (Варшава): 2013, 2014
- Володар Кубка Польщі (4):

«Легія» (Варшава): 2012, 2013, 2015
«Лехія» (Гданськ): 2019
- Володар Суперкубка Польщі (1):

«Лехія» (Гданськ): 2019